# 赫里齊夫齊
49°37′22″N 25°50′19″E / 49.62278°N 25.83861°E
赫里齊夫齊（羅馬化：Hrytsivtsi）是烏克蘭的村落，位於該國西部捷爾諾波爾州，由捷尔诺波尔区負責管轄，處於内特奇河畔，距離斯特里伊夫卡1.5公里，始建於1463年，面積0.75平方公里，2001年人口329。